# コント食堂
コント食堂®（こんとしょくどう　まるあーる）とは、2012年から東京で開催されているコントライブの名称。コンセプトは食堂の名にちなんで「親しみやすさ」「懐かしさ」「お得感」。マスコットキャラは信楽焼の狸がモチーフの「ポントくん」。2015年4月3日、「コント食堂」を特許庁に商標出願（出願番号：商願2015-31634）。同年10月9日、商標登録（登録第5799125号）。 

## 概要
2012年5月16日。ししどっちが初めて観た東京アヴァンギャルド・ごまピエロのコントに感動し、合同コントライブの開催を持ち掛け、この三組が中心となり創設。その時の誘い文句は「遺伝子ちょうだい！」。ライブ名は東京アヴァンギャルドが提案した「コントディメンション」「コントソムリエ」など10以上の候補の中からししどっちが「コント煮定食」を選び、「コント定食」を経て、現在の「コント食堂」となる。当初のライブ名はししどっちがドリフなど往年のコント番組を意識して提案した「ズッコント！バッコント!（仮）」だったが、出演者から「恥ずかしくて宣伝しづらい」「（仮）さえも卑猥に見える」などと苦情を受けたため、没となった。

## メンバー
一期メンバー
ししどっち
前田健吾（ホウテイシキ）
花木俊之（ホウテイシキ）
山本偉地位（元スタンプラリー）
ビンオ（元スタンプラリー）
二期メンバー
カイ　
四期メンバー
今関義樹（元ロブソン）
土信田貴英（元ロブソン、現スタミナパン）
五期メンバー
藤原勇貴（おしんこきゅう）
湯浅克典（おしんこきゅう）
六期メンバー
永田越雅（元ビスケット、現あんこ）
潮崎大士（元ビスケット）
七期メンバー
松村祥維（元ウェンディ、現ひつじねいり）
曽倉鉄（元ウェンディ）
矢島伸男（モクレン）
野村真之介（モクレン）
八期メンバー
石井光（くりーまてんぽ）
飯島裕也（くりーまてんぽ）
馬場淳也（元ストロベリーモンスター）
澁谷光一郎（元ストロベリーモンスター）
九期メンバー
島崎高明（エルコンティーモ）
遠藤光（エルコンティーモ）
高野智和（スモーキードライ）
久藤跡也（スモーキードライ）